# Trzeci rząd Andersa Fogh Rasmussena
Trzeci rząd Andersa Fogh Rasmussena – rząd Królestwa Danii istniejący od 23 listopada 2007 do 5 kwietnia 2009. W skład rządu weszli przedstawiciele liberalnej partii Venstre (V) oraz Konserwatywnej Partii Ludowej (K). Gabinet powstał po wyborach w 2007, w wyniku których Anders Fogh Rasmussen był w stanie utworzyć większość parlamentarną (także przy wsparciu Duńskiej Partii Ludowej). Rząd zakończył swoją działalność w trakcie kadencji Folketingetu w związku z nominacją premiera na stanowisko sekretarza generalnego NATO.

## Skład rządu
- premier: Anders Fogh Rasmussen (V)
- minister spraw zagranicznych: Per Stig Møller (K)
- minister finansów: Lars Løkke Rasmussen
- minister sprawiedliwości: Lene Espersen (do 10 września 2008, K), Brian Mikkelsen (K)
- minister obrony: Søren Gade (V)
- minister kultury: Brian Mikkelsen (do 10 września 2008, K), Carina Christensen (K)
- minister ds. podatków: Kristian Jensen (V)
- minister ds. handlu i gospodarki: Bendt Bendtsen (do 10 września 2008, K), Lene Espersen (K)
- minister edukacji oraz minister współpracy nordyckiej: Bertel Haarder (V)
- minister ds. żywności, rolnictwa i rybołówstwa: Eva Kjer Hansen (V)
- minister ds. zatrudnienia: Claus Hjort Frederiksen (V)
- minister nauki, technologii i rozwoju: Helge Sander (V)
- minister ds. uchodźców, imigrantów i integracji oraz minister ds. kościelnych: Birthe Rønn Hornbech (V)
- minister ds. współpracy na rzecz rozwoju: Ulla Tørnæs (V)
- minister ds. dobrobytu oraz minister ds. równouprawnienia: Karen Jespersen (V)
- minister ds. klimatu i energii: Connie Hedegaard (K)
- minister transportu: Carina Christensen (do 10 września 2008, K), Lars Barfoed (K)
- minister zdrowia i spraw wewnętrznych: Jakob Axel Nielsen (K)
- minister środowiska: Troels Lund Poulsen (V)